# Augochlora seitzi
Augochlora seitzi är en biart som beskrevs av Cockerell 1929. Augochlora seitzi ingår i släktet Augochlora och familjen vägbin. Inga underarter finns listade.